# 马来营
马来营（1963年11月—），卢氏县人，中华人民共和国地方司法官员，卢氏县卖官案买官人物。
马来营出身卢氏县农家，中学毕业后，在山上放过羊。因“人机灵、文章写得尚可”，进入卢氏县法院，成为宣传临时工。当时，卢氏县的顺口溜：要想红，找来营；要想垮，找小马。夸赞他的笔力。1997年，时任三门峡市中级人民法院院长路晓平下令将马来营从卢氏县法院借调到三门峡市中级人民法院。马来营由此结识在此工作的张暑浚，她是卢氏县县委书记杜保乾的妻子。通过向杜保乾行贿，马来营从法院普通工作人员晋升为副科级审判员。马来营亦曾向杜保乾之前的卢氏县县委书记范中胜行贿。2001年6月，杜保乾案发。之后，三门峡市委和河南省省委面对杜保乾在审讯期间的的“零口供”，无奈明令积极检举杜保乾的买官人员可以既往不咎，导致马来营仍然在人民的头上作威作福。马来营现任卢氏县人民法院党组成员兼政治处主任。

## 索贿事件
2013年春节期间，马来营对双槐树乡的一个董性村民索贿不成，恼羞成怒，指使数十名打手半夜三更突袭其住宅，在董性村民不在家的情况下，将其子女配偶打伤住院。这件事被新华网和其他网络媒体曝光后造成恶劣的社会影响和政治影响，卢氏县法院省级文明单位称号当年也因为此事被取消。